# Scomberesocoidea
De Scomberesocoidea zijn een superfamilie binnen de onderorde Exocoetoidei van de orde Beloniformes. Ze bestaan uit twee families die informeel bekend staan als de naaldvissen en de makreelgepen.

## Families
- Belonidae Bonaparte, 1835
- Scomberesocidae Bleeker 1859